# Les Bordes-sur-Arize
 Les Bordes-sur-Arize  (en occitano Las Bòrdas d'Arisa) es una población y comuna francesa, en la región de Mediodía-Pirineos, departamento de Ariège, en el distrito de Pamiers y cantón de Le Mas-d'Azil.

## Demografía
| 454 | 406 | 378 | 386 | 446 | 513 |
| Para los censos de 1962 a 1999 la población legal corresponde a la población sin duplicidades (Fuente: INSEE [Consultar]) |     |     |     |     |     |